# کلیسای جامع فادوتس
کلیسای جامع فادوتس یک کلیسای جامع کاتولیک واقع در فادوتس، لیختن‌اشتاین می‌باشد. ساخت و ساز این ساختمان ۱۸۷۴ به پایان رسید. معمار این بنا فردریش فن اشمیت است که این بنا را به سبک معماری گوتیک طراحی کرده‌است.